# Jean Fassina
Jean Fassina était un pianiste français né le 9 novembre 1932 à Alger. Il est décédé dans la nuit du 14 au 15 juillet 2019 au Maroc, où il était en vacances. 
Concertiste, héritier direct de la grande tradition pianistique Paderewski, Jean Fassina était un pédagogue reconnu qui comptait parmi ses élèves une pléiade d'artistes français ou étrangers .

## Biographie
Issue d’une lignée de pianistes, (sa grand-mère était pianiste et compositrice, sa mère se produisait en concert et fut son premier professeur), il est formé très jeune au Conservatoire national supérieur de musique et de danse de Paris. Après y avoir décroché ses prix, Jean Fassina ressent le désir d'aller étudier dans les pays d'Europe de l'Est, où les résultats de l’enseignement qui y est dispensé font merveille dans les concours internationaux : « Lorsque non pas un mais vingt pianistes vous éblouissent, il y a comme une évidence ».
Il obtient une bourse qui lui permet de partir étudier en Pologne. Il achèvera ainsi sa formation de pianiste à Cracovie, haut lieu de l’école polonaise de piano, sous la bienveillante direction de Henryk Sztompka lui-même ancien élève de Paderewski et digne héritier d’une tradition instrumentale et stylistique remontant à Chopin et Liszt.
À la première leçon, Sztompka lui dit « Vous êtes musicien, mais vous avez tout à refaire…».  Ainsi commencèrent quatre années de travail intensif que Jean Fassina qualifie lui-même comme «  les plus extraordinaires de sa vie » .
Après une courte et intense carrière de concertiste  de 1961 à 1975 ,  il se consacre à ce qu’il considère être sa véritable vocation : l’enseignement du piano.  En une dizaine d’années, il forme bon nombre d’artistes et de professeurs de toutes nationalités, auxquels il transmet le savoir qu’il reçut en Pologne.
Après quarante ans d’enseignement, Jean Fassina publie un livre Lettre à un jeune pianiste aux éditions Fayard, dans lequel il fait part de son savoir pianistique et de son expérience pédagogique.
Il décède le 14 juillet 2019 d'une crise cardiaque alors qu'il se trouvait au Maroc en vacances.

## Pédagogie
Jean Fassina a enseigné dans de nombreux pays d’Europe et d’Asie :
- Conservatoire de Strasbourg,
- Académies de Nice et de Barèges (France),
- Académie de Haut Perfectionnement de Musique de Saluzzo (Italie),
- Conservatoires de Sapporo, Osaka, Hiroshima, Okinawa (Japon),
- Conservatoire Central de Pékin (Chine),
- Rencontres internationales d’Enghien [1]

### Élèves
Plus d’une centaines de musiciens connus au niveau international ont été élèves de Jean Fassina tels que :
- Jacques Rouvier,
- Michel Béroff,
- Olivier Gardon [2],
- Jean Rodolphe Kars,
- Jacqueline Bourgès-Maunoury [3],
- Jean-Louis Haguenauer [4],
- Julien Libeer [5],
- Beate Perrey [6],
- Yukari Fujino

### Master class
Jean Fassina a été l’invité permanent de master classes prestigieuses  :
- Institut Chopin de Varsovie[livre 1],
- Rencontre internationale de musique d'Enghien [7]
- Institut supérieur de musique et de pédagogie [8]

ainsi que des Conservatoires supérieurs et des Universités de Porto, Bruxelles, Bucarest, Pékin, Tokyo, Osaka.

### Jury de concours internationaux
Il a siégé également au jury de nombreux concours internationaux :
- Le Concours international P.T.N.A (Japon 2003)[9],
- Le Concours international Frédéric Chopin de Moscou (Russie 2004)[9],
- Le Concours international de Musique de Porto (Portugal 2002 et 2004)[9]
- Le Concours international de Musique du Maroc (mars 2013) [10]
- Piano Campus International Piano Competition (Pontoise, France, 2002, 2005, 2008, 2011)